# Guaanzhuang
Guaanzhuang (in cinese: 管庄站S, Guǎnzhuāng zhànP) è una stazione della linea Batong della metropolitana di Pechino.
Dal 29 agosto 2021 è stato avviato l'esercizio congiunto tra la linea 1 e la linea Batong, le quali operano come un’unica linea continua. Sebbene la linea venga principalmente indicata come "linea 1−Batong", la denominazione "linea Batong" non è stata eliminata dalla segnaletica e dalle mappe ufficiali, rendendo di fatto la stazione di Guaanzhuang di competenza della linea Batong.
Attualmente in costruzione, entro la fine del 2026 dovrebbe essere inaugurata la stazione della linea Pinggu (o linea 22), secondo i piani previsti. Una volta aperta, permetterà l’interscambio con l’attuale stazione della linea Batong.

## Storia

### Linea Batong
Il tracciato della linea Batong è stato definito nei primi anni '90 come parte della proposta di progettazione della metropolitana di Pechino a servizio del distretto di Chaoyang. I lavori di costruzione sono stati avviati il 28 dicembre 2001 e la linea è stata inaugurata due anni dopo, il 27 dicembre 2003, aprendo al pubblico le 13 stazioni nella tratta Sihui − Tuqiao.
Nel 2010 si iniziò a ipotizzare una operatività congiunta tra la linea 1 e la linea Batong, che avrebbe ridotto i tempi di viaggio e evitato lo scambio alla stazione di Sihui o Sihuidong. Si notò, però, che da un punto di vista ingegneristico l'operazione sarebbe stata estremamente difficoltosa in quanto le due linee utilizzavano una segnaletica differente. Gli studi di fattibilità vennero avviati nel 2016 e il 12 giugno 2020 la Commissione di riforma e sviluppo di Pechino approvò il progetto di interconnessione della linea 1 e della linea Batong.
In seguito, il 29 agosto 2021, venne avviata l’operatività congiunta tra la linea 1 e la linea Batong, unificando il tracciato delle due linee. Pur operando come un’unica linea integrata, il servizio che copre le stazioni della linea Batong (da Gaobeidian a Universal Resort) termina anticipatamente rispetto a quello che serve le stazioni della linea 1 (da Gucheng a Sihuidong).

### Linea Pinggu
A fine marzo 2023, la talpa per lo scavo della stazione di Guaanzhuang è entrata nel cantiere e, a giugno dello stesso anno, sono iniziati i lavori di realizzazione del tunnel.
Il 12 dicembre successivo, la struttura principale della stazione della linea Pinggu (linea 22) è stata ufficialmente completata.
L'apertura della stazione è prevista tra la fine del 2026 e l'inizio del 2027.

## Conflitto di denominazione

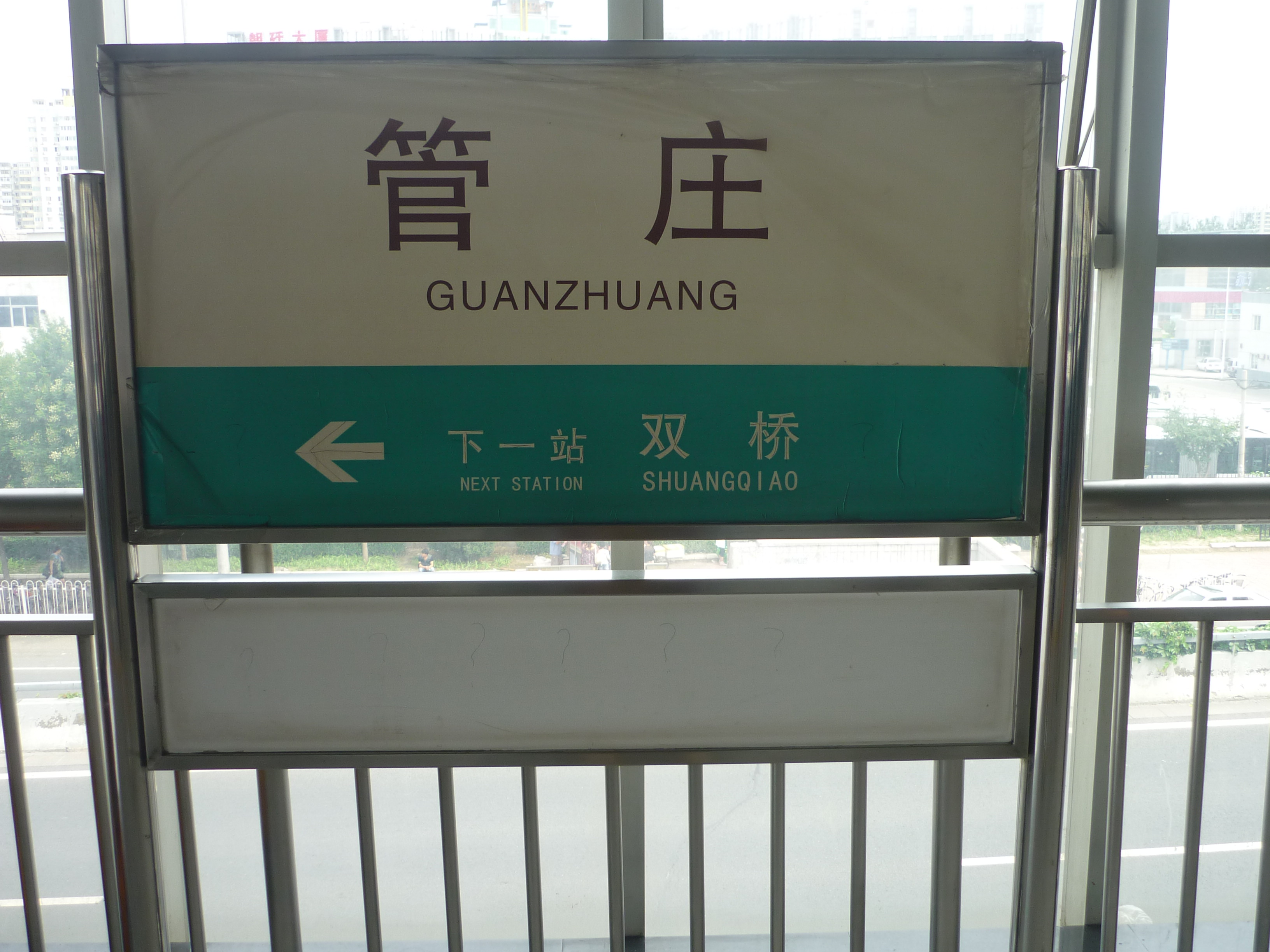
Segnaletica alla stazione di Guaanzhuang, prima del cambio di denominazione. (2012)

In base alle regole applicate dalla metropolitana di Pechino, i nomi delle stazioni sono resi graficamente sulla segnaletica sia con i caratteri cinesi sia con la sua relativa trascrizione pinyin, non apponendo però gli accenti grafici dei relativi toni (per esempio, il nome della stazione di Wangfujing viene reso come 王府井 Wangfujing e non 王府井 Wángfǔjǐng). Non è inusuale però che, nella lingua cinese, due parole abbiano una pronuncia identica o simile, ma nella lettura tale problema non sussiste in quanto parole omofone vengono espresse con caratteri differenti. 
Infatti, nel 2015 viene inaugurata la stazione di Guanzhuang della linea 15, la quale è collocata nella zona nord-est di Pechino, molto distante dalla stazione della linea Batong (che si trova nella periferia orientale di Pechino, a circa 25 km dalla stazione della linea 15). Per quanto le due stazioni fossero indicate con caratteri differenti (关庄 per la linea 15 e 管庄 per la linea Batong), le pronunce risultavano identiche e, in base alle regole di trascrizione dei nomi delle stazioni, entrambe venivano rese con la trascrizione Guanzhuang, creando quindi una certa confusione specialmente tra i turisti stranieri.

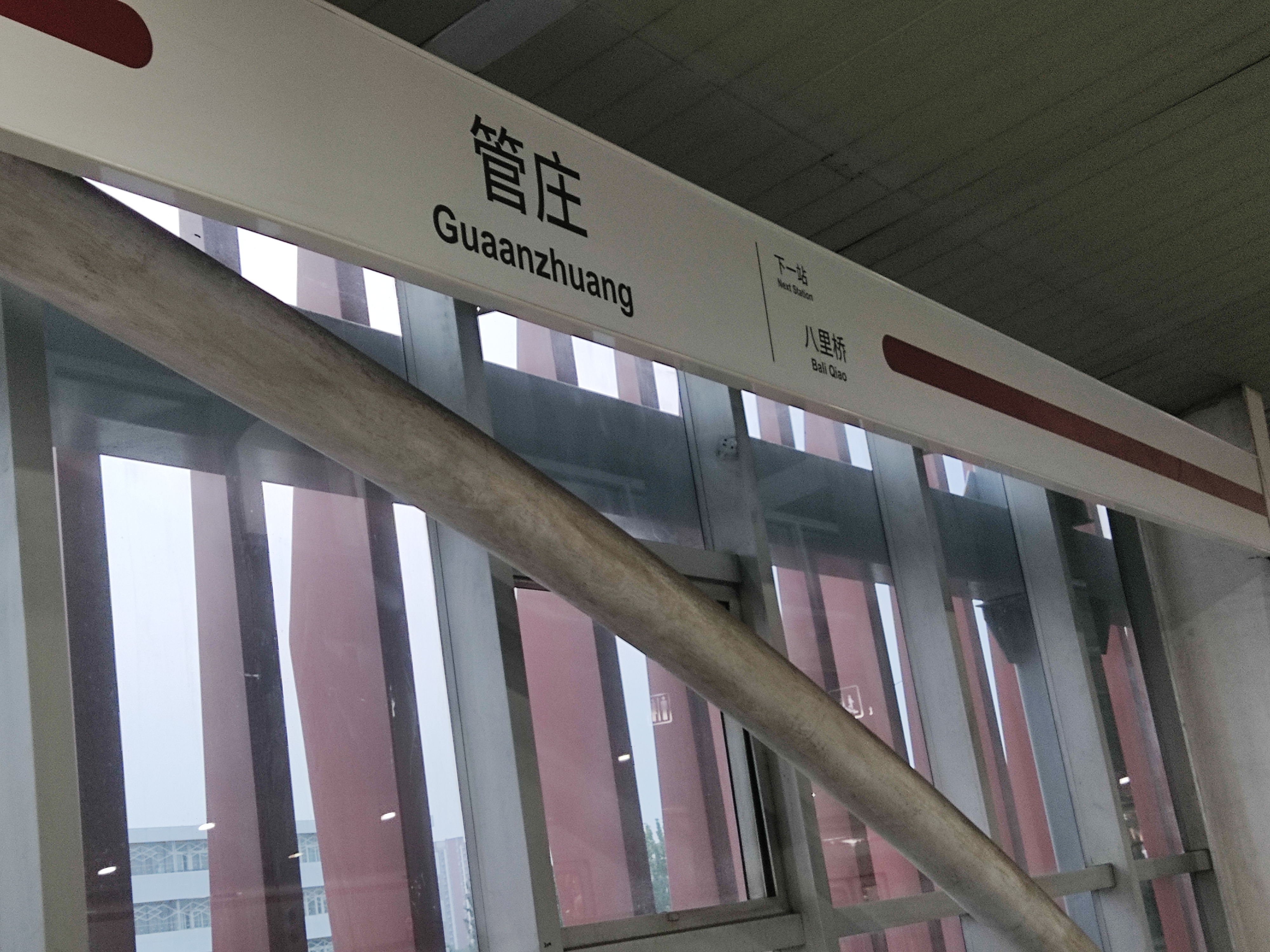
Segnaletica alla stazione, dopo il cambio di denominazione. (2024)

Nel 2019, per ovviare al problema, la stazione della linea 15 venne trascritta come Guanzhuang, mentre quella della linea Batong come Guaan Zhuang. Nel 2021 la metropolitana di Pechino cambio nuovamente la resa grafica della trascrizione di entrambe le stazioni, utilizzando gli accenti grafici dei relativi toni per indicare le due diverse stazioni: la stazione della linea 15 venne indicata come Guānzhuang, mentre quella della linea Batong come Guǎnzhuang. La soluzione, però, non risultò essere efficace, in quanto non comportava nessun beneficio per i turisti stranieri, che avrebbero potuto ancora confondere le due stazioni. Si decise, quindi, nel 2022 di modificare il nome della stazione della linea Batong, riutilizzando quanto proposto nel 2019. Venne aggiunta una "a" alla parola Guan e la stazione della linea Batong, quindi, venne rinominata Guaanzhuang, mentre quella della linea 15 rimase semplicemente Guanzhuang.

## Posizione
La stazione di Guaanzhuang si trova nel sobborgo di Guanzhuang, nel distretto di Chaoyang, alla periferia orientale di Pechino. La stazione si trova nel mezzo dell'autostrada Jing-Tong (da Pechino a Tongzhou) e, al di sotto della struttura, scorre Jianguo Road.

## Struttura e impianti
La stazione di Guaanzhuang della linea Batong è una stazione sopraelevata, con una struttura integrata che comprende un atrio centrale e banchine laterali. La stazione della linea Pinggu, invece, è stata progettata come una stazione sotterranea su tre livelli con banchina a isola.
La stazione presenta sei accessi, indicati con le lettere A1, A2, A3, A4, B1 e B2.

## Servizi
La stazione dispone di:
- Accessibilità per portatori di handicap (ingresso B1 e B2)
- Emettitrice automatica biglietti
- Servizi igienici
- Sportello automatico
- Stazione video sorvegliata
- Ufficio polizia

### Orari
Il primo treno lascia la stazione di Guaanzhuang in direzione Universal Resort tutti i giorni alle 5:51, mentre l'ultimo parte alle 23:53. In direzione opposta, verso Gucheng, il primo treno effettua servizio alle 5:32 mentre l'ultimo alle 23:18.

## Interscambi
- Fermata autobus